# Macrostomus juri
Macrostomus juri är en tvåvingeart som beskrevs av Smith 1962. Macrostomus juri ingår i släktet Macrostomus och familjen dansflugor. Inga underarter finns listade i Catalogue of Life.